# Гейлсберг (Иллинойс)
Ге́йлсберг (англ. Galesburg) — город в штате Иллинойс (США), административный центр округа Нокс.
Население города в 2000 году составило 33 706 человек.

## История
Гейлсберг был официально основан Джорджем Вашингтоном Гейлом, именем которого и был назван. Комитет Нью-Йорка выкупил 17 акров земли в 1835 году и передал её Гейлу. Первые 25 поселенцев прибыли в 1836 году. Интересно, что поначалу жители построили небольшой деревянный посёлок к северу от Гейлсберга для временного проживания, приняв решение, что в городе будут строиться дома исключительно из камня.
Гейлсберг стал местом рождения первого в Иллинойсе движения за отмену рабства, основанного в 1837 году.
На протяжении всей истории город был неразрывно связан с железнодорожным сообщением и соответствующей отраслью промышленности. Местные бизнесмены были основными сторонниками проведения через Гейлсберг первой железной дороги, соединившей два крупнейших города Иллинойса — Чикаго и Куинси. Ещё одна железнодорожная ветка уходила из города к западной границе штата, будучи также важнейшей транспортной артерией.
Кроме того, Гейлсберг был местом основания автопроизводителя Western Tool Works, одного из первых в США. В течение нескольких лет эта компания выпускала автомобиль «Gale», названного в честь города.
В 1957 году город был награждён премией «All-America City Award» (с англ. — «Всеамериканский город») присуждаемой Национальной гражданской лигой, которую неофициально называют «Нобелевской премией за конструктивное гражданство» и которая выдается за активную гражданскую позицию жителей некорпоративных сообществ Соединённых Штатов в жизни местного самоуправления. 
Здание «The Carr Mansion» в Гейлсберге было местом единственного в истории совещания Кабинета президента США, проходившего вне Вашингтона.

## Демография
Ниже приведены данные по динамике роста населения Гейлсберга с шагом в 10 лет.
По данным 2000 года в городе проживало 33 706 человек, плотность населения составила 770,2 человека на квадратный километр.

## Культура
В Гейлсберге регулярно проводятся следующие мероприятия:
- Железнодорожный фестиваль (четвёртые выходные июня, проводится с 1978 года);
- День труда (сентябрь);
- Большая регата картонных моделей (сентябрь);
- Ежегодная гонка резиновых утят (сентябрь);
- Фестиваль, посвящённый событиям гражданской войны и истории до 1840 года (третьи выходные августа)
- Кинофестиваль Black Earth Film Festival (проводится с 2004 года)
- Фестиваль воздушных змеев (в мае)

## Пресса
- The Paper — местная еженедельная бесплатная газета (выходит по средам)[8]
- Register-Mail — городская ежедневная газета[9]
- The Zephyr — местная еженедельная газета[10]

## Выдающиеся уроженцы и жители
- Мэри Энн Бикердайк — известная медсестра времён гражданской войны в США, «Мать Бикердайк»
- Эдгар Аддисон Бэнкрофт (1857—1925) — писатель и дипломат
- Фредерик Бэнкрофт (1860—1945) — историк
- Джордж Вашингтон Гейл Феррис младший — инженер-механик, изобретатель
- Хью Гиллин (1925—2004) — актёр кино и телевидения (Хью Гиллин на сайте IMDb)
- Джордж Рэдклифф Колтон — губернатор Пуэрто-Рико в 1909—1913 гг.
- Тим Лоусон — писатель
- Эмили Арнольд МакКалли — писательница, автор книг для детей
- Рональд Рейган
- Джордж Ривз
- Карл Август Сэндберг
- Доротея Тэннинг — художница, скульптор, писательница
- Чарльз Рудольф Уолгрин (Основатель компании Walgreens)
- Сьюэл Грин Райт